# Shazi, Qinglong
Shazi (kinesiska: 沙子, 沙子镇) är en köping i Kina. Den ligger i provinsen Guizhou, i den sydvästra delen av landet, omkring 180 kilometer sydväst om provinshuvudstaden Guiyang.